# اللغة الحميرية
اللغة الحِمْيَريَّة هي لغة سامية، رأى بعض الباحثين أن قبيلة حمير اليمانية تكلموا بها، وهي لغة مشتقة من اللغة السبئية ويوجد بعض من كلماتها في القرآن الكريم. وغالب الرأي أنه لا توجد علاقة بين لغة العرب في القرآن وبين اللغات السامية الجنوبية عمومًا كما قال القرطبي في مقدمة تفسيره «لا خلاف بين الأئمة أنه ليس في القرآن كلام مركب على أساليب غير العرب»، وهنالك فارق كبير بين اللغة العربية واللغة الحميرية  كما أشار لاختلاف لغة القرآن عن اللغة الحميرية الدكتور عبد الغني، وأفاض طه حسين في ذكر الفرق الكبير بين اللغة العربية واللغات السامية الجنوبية. هي لغة قديمة استعملت في جنوب الجزيرة العربية في القرن السابع قبل الميلاد.
توجد عدة لهجات أو لغات في جنوب غرب شبه الجزيرة يُظَنّ أنها متأثرة باللغة الحميرية، منها لسان قبائل خولان وبعض لهجات الجنوب السعودي.

## القواعد

### م التعريف
أم الحميرية هي إضافة ام التعريف عوضًا عن ال التعريف باللغة الحميرية، «أم» الحميرية تستخدم في بداية الكلمات وهي لا تزال مستعملةً في بعض اللهجات العربية في جنوب غرب شبه الجزيرة.
| العربية | الحميرية |
| ------- | -------- |
| الناقة  | امناقة   |
| القوم   | امقوم    |
| البر    | امبر     |
| الضرب   | امضرب    |
| الصيام  | امصيام   |
| الشمس   | امشمس    |
| البيت   | امبيت    |
| القمر   | امقمر    |
| القاضي  | امقاضي   |

## المؤرخين
وقد تحدث الهمداني عن قبائل يمنية لا تزال تتحدث لغتها الأصلية بعصره فيقول عن من يتحدث الحميرية «غتم» ومن يتحدث العربية «فصحاء»:
| اللغة الحميرية          | "حضرموت ليسوا بفصحاء، وربما كان فيهم الفصيح وافصحهم كندة وهمدان وبعض الصّدف سرو مذحج ومأرب وبيحان وحريب فصحاء ورديّ اللغة منهم قليل سرو حمير وجعدة ليسوا بفصحاء وفي كلامهم شيء من التحمير ويجرون في كلامهم ويحذفون فيقولون يا بن امعم في يا بن العم " | اللغة الحميرية |
| — صفة جزيرة العرب "134" | |                |

| اللغة الحميرية          | "مدينة صنعاء مختلفة اللغات واللهجات لكل بقعة منهم لغة ومن يصاقب شعوب يخالف الجميع، شبام أقيان والمصانع وتخلى حميرية محضة، خولان صعدة نجديها فصحاء وأهل قدّها وغورها غتم" | اللغة الحميرية |
| — صفة جزيرة العرب "135" | |                |